# 임보덴군
임보덴군(Imboden Region)은 스위스 그라우뷘덴주의 11개 행정 구역 중 하나이다. 면적은 203.80k㎡이고, 인구는 21,500명(2020년 12월 31일 기준)이다. 2017년 1월 1일에 주 개편의 일환으로 만들어졌다.

## 지자체
| 보나두츠    | 3,294 | 14.4  |
| 도마트/엠스 | 8,070 | 24.22 |
| 레췬스      | 1,494 | 13.37 |
| 펠스베르크  | 2,569 | 13.4  |
| 프림스      | 2,825 | 50.51 |
| 타민스      | 1,213 | 40.74 |
| 트린        | 1,408 | 47.17 |

## 언어
| 임보덴군의 언어 |             |             |
| 언어            | Census 2000 | Census 2000 |
| 언어            | 수          | 비율        |
| 독일어          | 13,498      | 80.1%       |
| 로만슈어        | 1,447       | 8.6%        |
| 이탈리아어      | 709         | 4.2%        |
| 전체            | 16,859      | 100%        |